# 曼吉亚塔楼

曼吉亚塔楼

曼吉亚塔楼（Torre del Mangia）是意大利托斯卡纳大区锡耶纳市的一座塔楼，建于1325年到1348年，位于该市的中心广场田野广场，毗邻哥特式的锡耶纳市政厅。塔楼高102米，从锡耶纳的任何地方都可以看到。锡耶纳人将它自称为意大利境内次于克雷莫纳的Torrazzo和博洛尼亚塔楼的第三高的钟塔。与锡耶纳主教座堂不相同高度。标志政权获得了更高的权力。
塔楼的墙厚达11英尺。登上塔顶的楼梯很狭小，多数游客在登塔时需要闪避他们的头，现在只允许25人同时进入塔楼。
曼吉亚塔楼有几个模仿者，包括英国伯明翰大学的约瑟夫·钱柏林钟塔（完成于1908年）、美国康涅狄格州沃特伯里的火车站（完成于1909年，现在改为当地报纸总部），以及马萨诸塞州普罗温斯敦的朝圣者纪念碑（建于1907年到1910年，纪念1620年11月21日清教徒乘坐五月花号在此登陆，是美国最高的全花岗岩建筑）。

## 图片

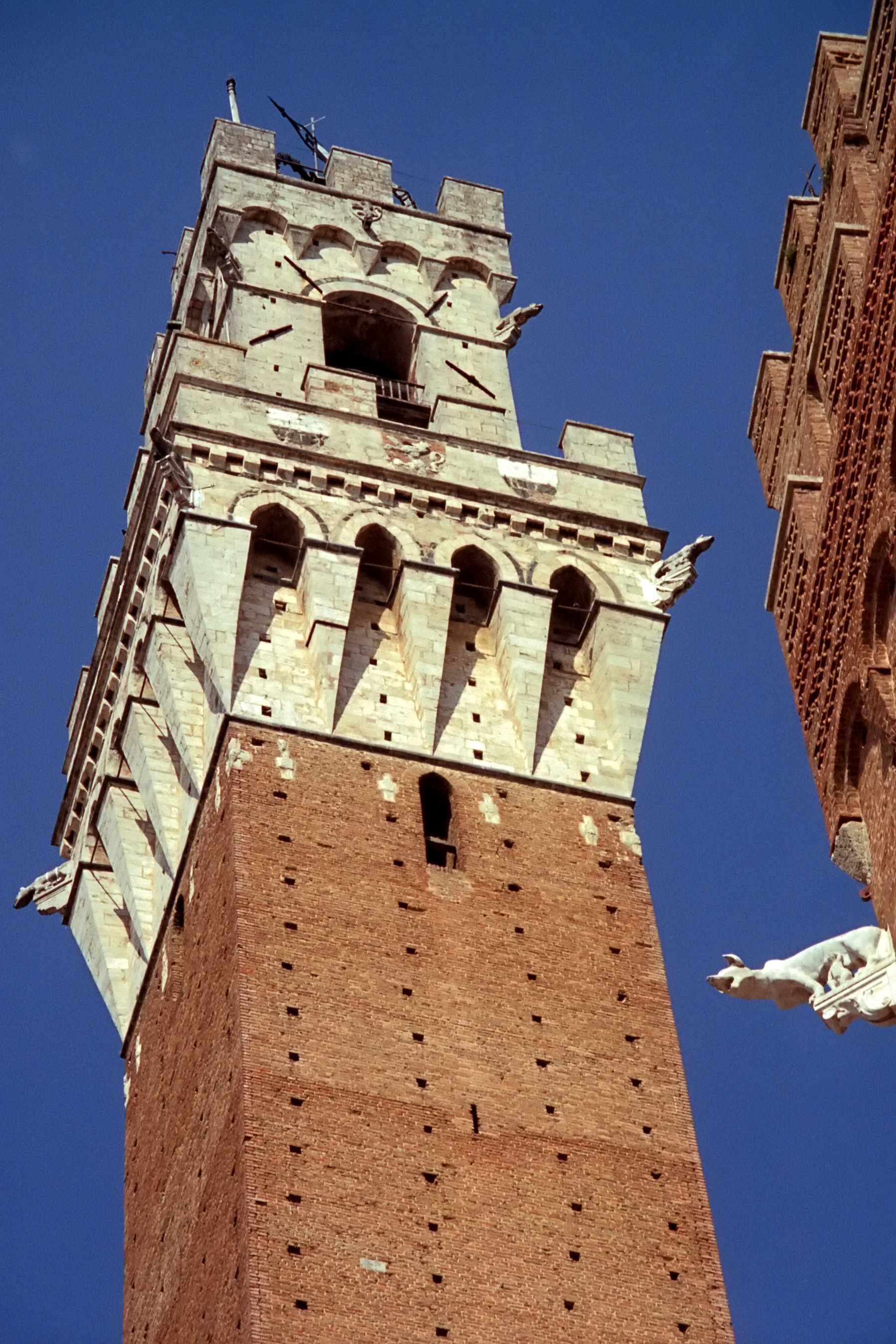
Detail of the upper part of the tower.
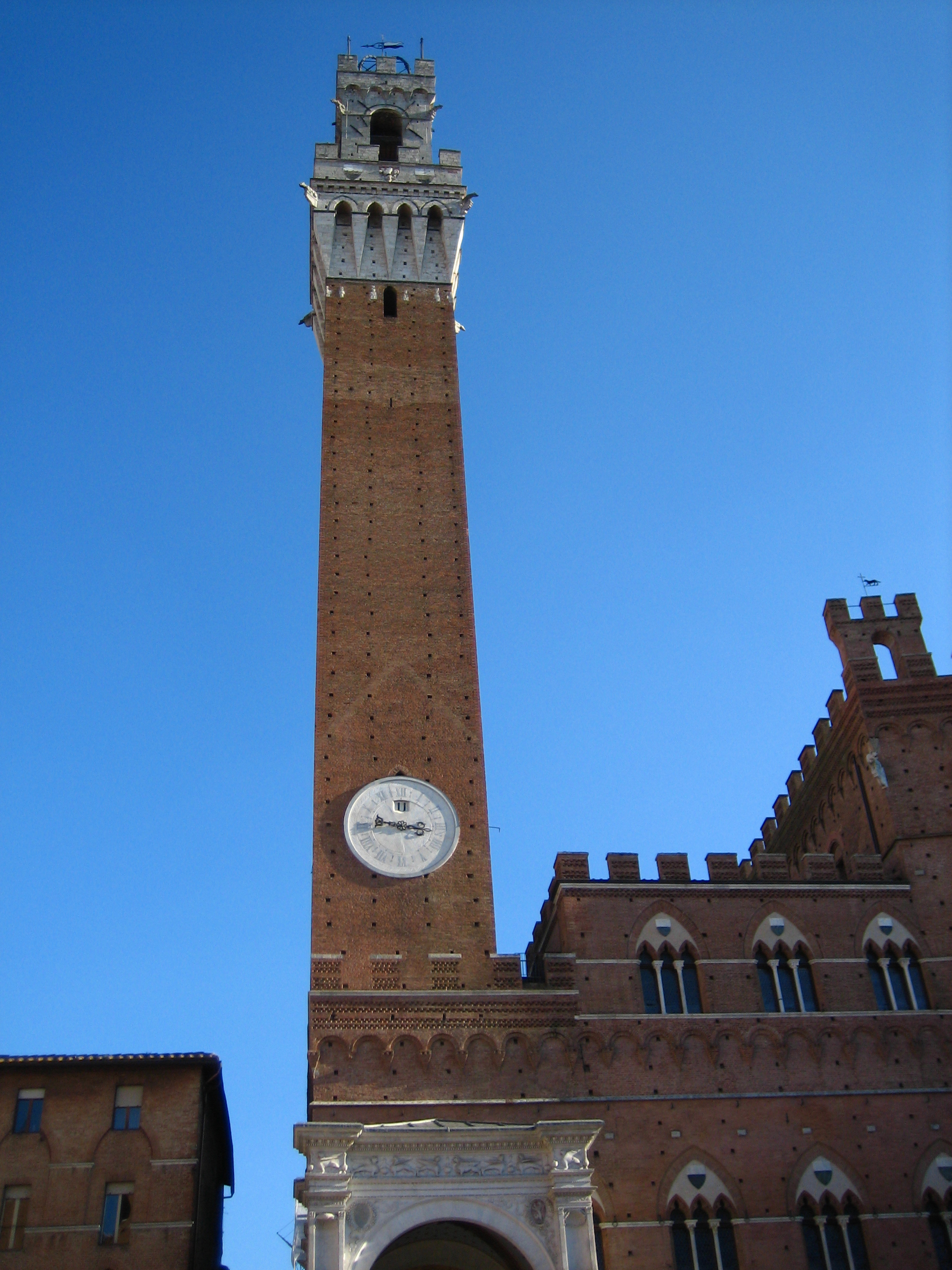
Ensemble view.
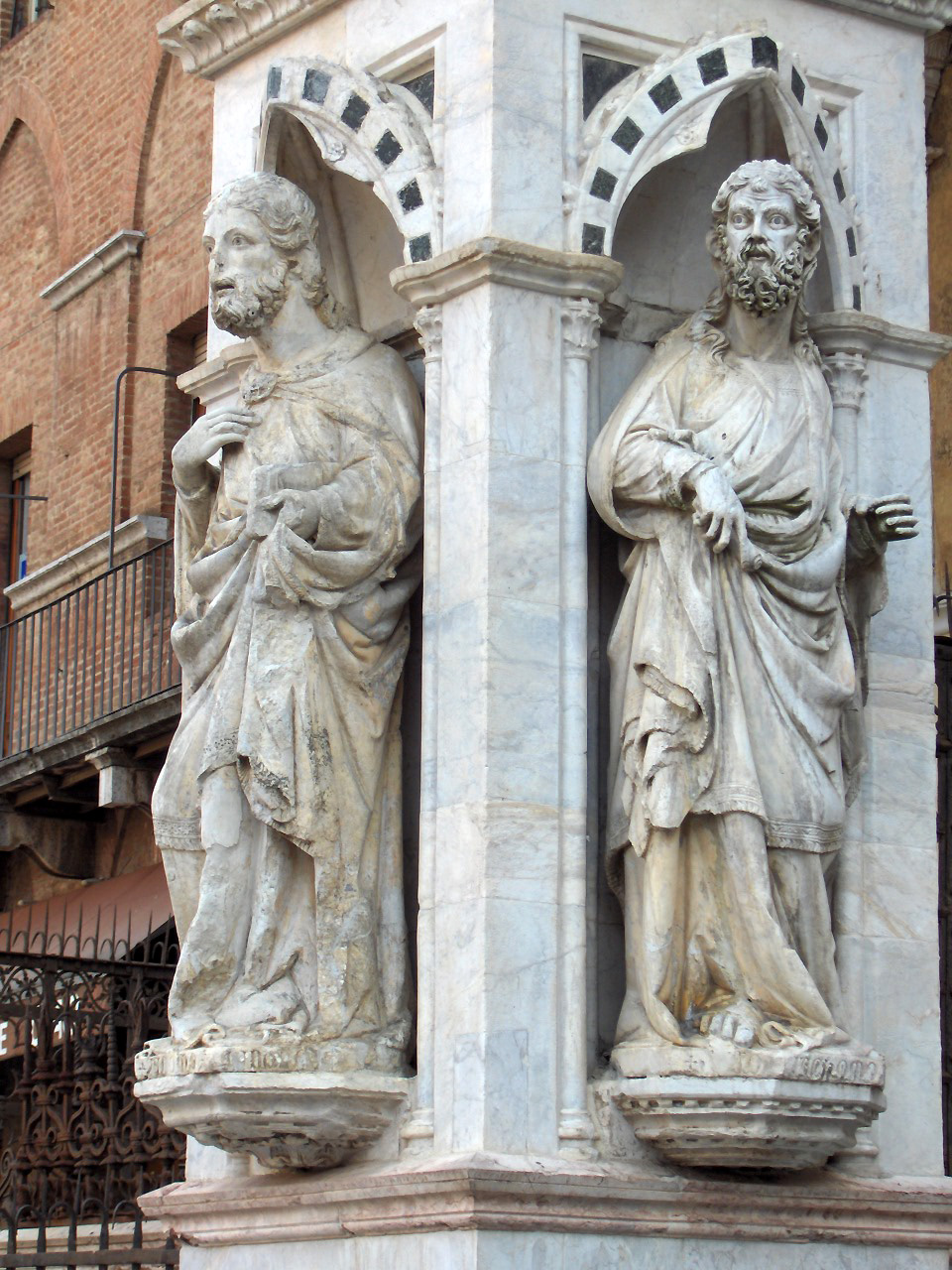
Statues on the loggia.
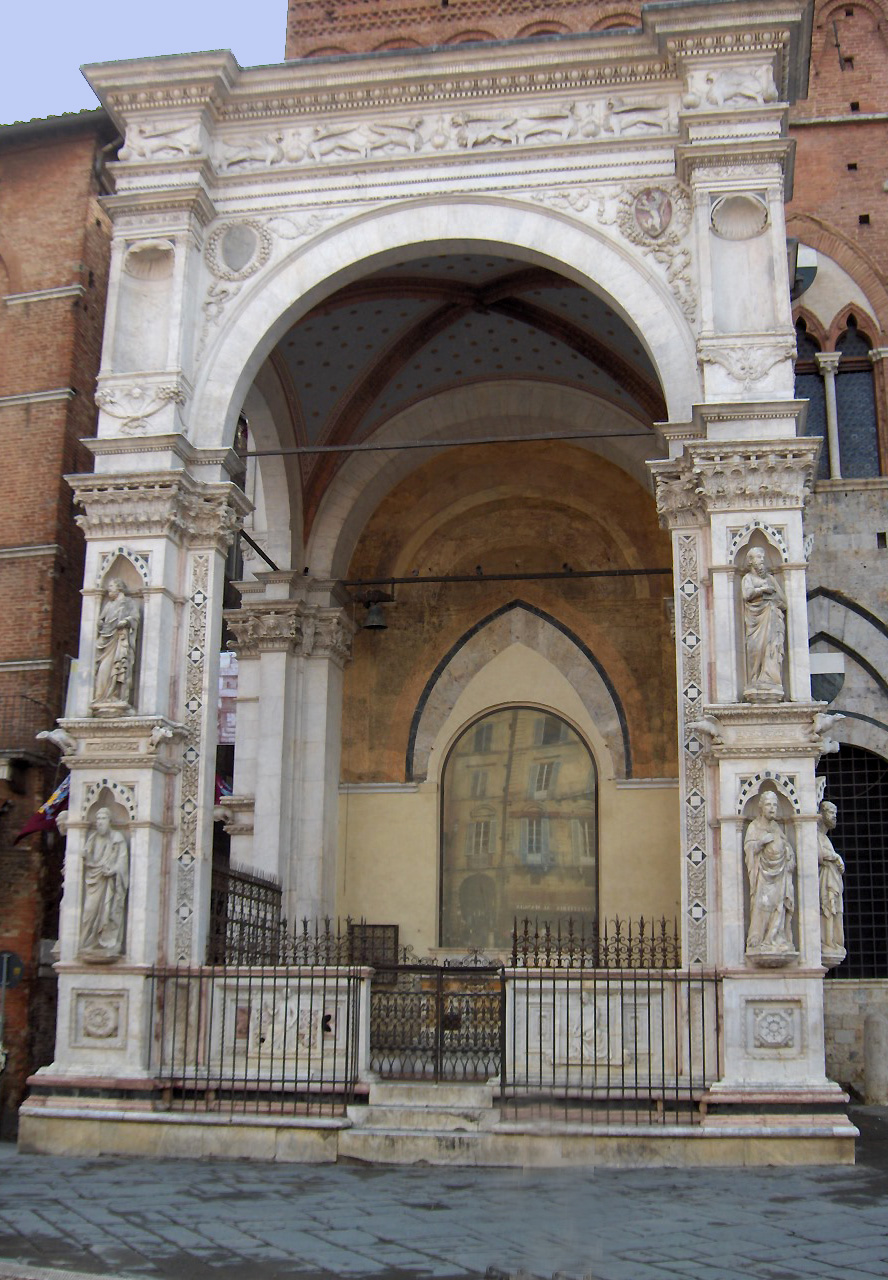
The Cappella di Piazza
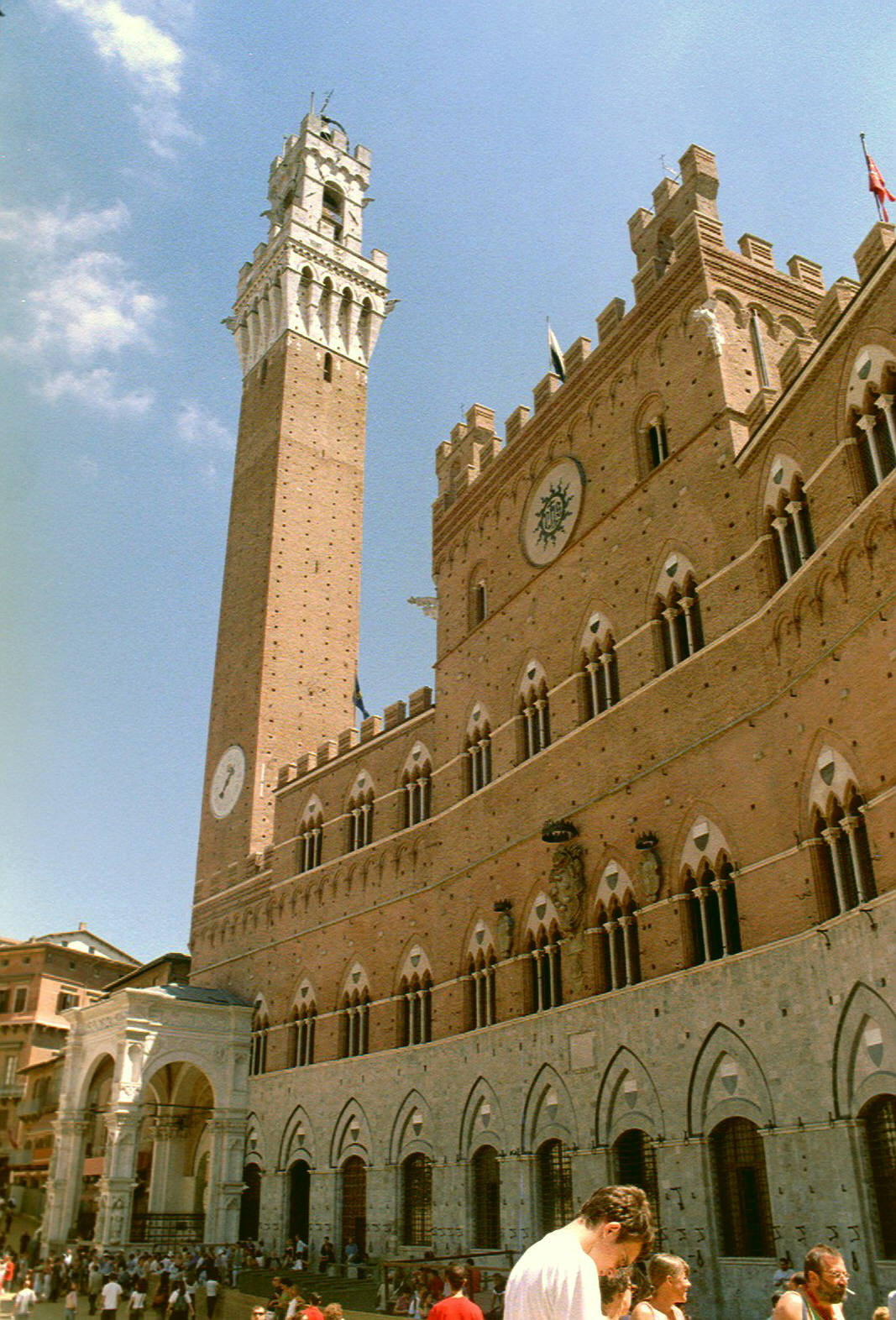